# 3CLpro-1
A SARS-CoV-2 3CLpro dimer szerkezete (PDB 6LU7)
- Név: 3C-like proteáz (3CLpro)
- Gén: nsp5
- EC-szám: 3.4.22.69
- Előfordulás: koronavírusok
- Aktív centrum: His41 – Cys145
- Típus: Cisztein-proteáz
- PDB szerkezet: 6LU7

A 3C-like proteáz (röviden 3CLpro vagy Mpro) a koronavírusok egyik fő enzime...
A 3CLpro-1 egy rupintrivirrel rokon vírusellenes gyógyszer, amely 3CL proteáz inhibitorként működik, és eredetileg az emberi enterovírus 71 kezelésére fejlesztették ki. Ez az egyik leghatékonyabb vegyület a vírus 3CL proteáz enzim inhibitoraiként kifejlesztett nagyszámú vegyület közül, in vitro IC50 értéke 200 nM . Hatékony a koronavírusos betegségek, például a SARS és a MERS ellen is, és vizsgálat alatt áll a COVID-19 vírusos betegség potenciális kezelési szereként való alkalmazásának.       